# Osobennosti nacional'noj ochoty
Osobennosti nacional'noj ochoty (Особенности национальной охоты, in italiano: Peculiarità della pesca nazionale) è un film del 1995 diretto da Aleksandr Rogožkin.

## Trama
Un giovane specialista di caccia finlandese convince il suo amico russo ad aiutarlo a prendere parte a una vera caccia russa per conoscere gli usi e le abitudini dei cacciatori russi. Feste e avventure infinite li aspettano.